# Eduardo Waghorn
Pour les articles homonymes, voir Waghorn.
 (mai 2020).
Eduardo Waghorn Halaby (Santiago du Chili, 14 juin 1966) est un musicien, compositeur, auteur-compositeur-interprète et avocat chilien, bien qu'il ait également expérimenté la poésie, le dessin artistique et la publicité. Il est l'auteur de plus de 500 chansons. Waghorn définit lui-même son style comme « un mélange de trova, pop et folk »,,.